# 윌리엄 길버트
윌리엄 길버트(William Gilbert, 1544년 5월 24일~1603년 11월 30일)는 영국의 물리학자, 의사이다. 자기학의 아버지 또는 영국 실험과학의 아버지라고 불린다.:102
콜체스터에서 출생하여 케임브리지에서 의학을 배우고 런던에서 개업하였다. 뒤에 엘리자베스 1세의 시의로 일하였다. 과학의 태두(泰斗)로 잘 알려진 갈릴레이보다 생년월일이 더 빠른 관계로 실제로 최초의 과학자라는 칭호를 받을 만한 자격이 있는 인물이다. 하지만 이는 ‘최초의 과학자’이기 보다는 ‘자기의 아버지’로 더 잘 알려져 있다. 길버트는 왕립내과협회의 모든 공직을 두루 맡았던 대단히 성공적이고 저명한 내과의사였으며, 여왕 엘리자베스 1세의 주치의로 임명되기까지도 하였다. 이로써 의학 쪽으로 명성이 높았던 그는 화학에도 관심이 있었고, 이내 전기와 자기에 대한 연구로 방향을 틀었다. 자기의 성질에 대한 철저한 탐구로 과학의 한 분야인 물리학에 거대한 발자취를 남긴 그는 18년 동안의 연구 끝에 1600년, 《자석에 관하여》라는 책을 출판까지 하였다. 주요 저서 《자석에 관하여》에서 자기 및 지자기(地磁氣)에 관한 학설을 경험적·귀납적 방법에 의하여 전개하였다. 또 전기 현상에 관한 이론을 기록하였는데, 이것은 뒤에 케플러, 갈릴레이, 데카르트 등에 이용되었다. 또 '전기'라는 명칭은 그로부터 유래한다.이 책에서 중요한 것은 ‘그가 무엇을’ 발견했는지 보다는 ‘그가 어떻게’ 발견했는지 그 과정 속에서의 의미가 있는 책이다. 특히 이 책은 실험적 관찰에 대한 중요성을 강조하는 내용으로 갈릴레이에게 깊은 감명을 줬기로 유명하다.

## 생애
길버트는 에식스주의 콜체스터에서 1544년 5월 24일에 태어났다. "길버트"(Gilbert)는 후세의 영어 철자법에 따라 쓴 표기로, 원래 표기는 "길버드"(Gylberde)이다. 그는 지역에 있는 고전문법학교(중, 고등학교)를 마치고, 1558년에는 케임브리지 대학교에 진학하였다. 그의 어린 시절에 대해서는 크게 알려진 바가 없지만, 몇몇 기록에 따르면 옥스퍼드 대학교에서도 공부했다고 한다. 1560년 학사과정을 마친후에는 케임브리지 대학교의 세인트존스 칼리지(St John's College)에서 교육을 받았다. 이후, 1569년 케임브리지 대학교에서 석사학위와 박사학위를 받은 후, 그는 런던으로 약학을 공부하기 위해 떠났다.
1573년 길버트는 영국 왕립내과협회(College of Physicians)의 회원으로 당선되었다. 길버트는 왕립내과협회에서 매우 좋은 평가를 받았으며, 무척 성공적이었기 때문에 1599년 회장으로 선출 되면서 좋은 시기를 보냈다. 1601년부터 그의 죽음 1603년도까지 그는 엘리자베스 1세의 주치의로 지냈으며 여왕이 죽자 후계자인 제임스 1세는 그의 업적을 되새겨주며 내과의사로 지명하였다. 그러나 몇 달 지나지 않아서 1603년 12월 길버트는 59세의 나이로 생애를 마감하였다.

## 업적
길버트는 자기에 대한 연구로 물리학에 큰 획을 그었다. 그는 처음에 물리학보다는 화학에 관심이 더욱 많았지만, 화학이 연금술적 생각 즉 환상적인 생각에 빠져 있는 것이란 것을 깨닫고 연구 방향을 전기와 자기쪽으로 바꾸었다. 이후, 18년의 긴 연구 끝에 1600년에 그는 유명한 저서 《자석, 자성체, 거대한 자석 지구에 관하여》(라틴어: De Magnete Magneticisque corporibus, et de Magno Magnete Tellure, 줄여서 《자석에 관하여》)를 출판하였다.
길버트는 전기와 자기 현상을 체계적으로 연구한 최초의 학자라고 할 수 있다. 그의 전기와 자기에 관한 연구와 생각들이 기록되어있는 그의 대표적인 저서 《자석에 관하여》는 1600년에 출판되었으며 동시에 유럽에서의 전기와 자기의 연구에 기본이 되었다. 당시 유럽인들은 나침반을 사용하여 바다를 항해하였지만, 나침반의 자석이 어째서 방향을 알려주는 지에 대해서는 제대로 알려져 있지 않았다. 그래서 길버트는 자석에 관한 연구를 진행하면서, 그 때 전파되어있었던 자석에 관한 이야기들을 실제 실험으로 옮겨 보았다. 길버트는 포괄적이고 철저하게 '마늘이 자석의 자성을 약화시킨다', ' 천연자석을 통해 두통을 치료할 수 있다' 같은 당시의 신비주의적 믿음이 틀렸다는 사실을 증명하였다. 또한 길버트는 "테렐라"(Terrella)라고 불리는 지구 모형을 통해 지구가 하나의 거대한 자석이라는 사실을 밝혔다.
《자석에 관하여》 제 2권에서는 전기에 관한 이야기들이 적혀있는데,그는 책에서 자석의 원인은 호박의 힘, 즉 전기적인 힘과는 다르다고 언급하면서, 그 때까지 '호감과 반감, 감추어진 힘' 등 불확실한 용어를 사용하여 같은 분야로서 취급되어오던 전기학과 자기학을 각각의 독립된 분야로 나누게 되었다. 그로 인해 전기현상과 자기현상은 별도로 파악되고 설명되어야 하는 현상들로서 나뉘게 되었다. 이는 19세기 초에 가서야 다시 전자기학이라는 하나의 학문으로써 통합되게 되었다.
오늘날 동시대의 과학자인 갈릴레이는 많은 사람들에게 알려져 있지만, 길버트의 업적은 잘 알려져 있지 않다. 길버트의 업적을 요약하자면, 첫째로 전기학과 자기학을 분리하고, 베소리움이라는 검전기를 고안해 실험전기학의 틀을 잡고, 나아가 발산기를 사이에 둔 근접작용으로서 전기력의 모델을 만들어 실험과 이론 양면에서 정전기학의 출발점을 구축했다는 점이다. 둘째로는 지구가 하나의 거대한 자석이라는 것을 발견하고 지구 자기학을 만들어낸 것이다. 셋째로는 지구가 본원적 형상으로서 자성을 가진 활성적인 존재라는, 자기철학을 제창했다는 점이다. 이를 통해 반세기 전에 제기된 지동설 즉 지구가 스스로 운동을 한다는 주장에 대해 자연학적이고 형이상학적인 근거를 부여했다.
이 마지막 사실과 관련해서는 현대 과학의 발상과 너무나 거리가 멀다는 이유로 과학사에서는 거의 무시되어 왔으나, 17세기 전반, 근대 물리학과 근대적 우주상이 등장할 무렵에는 이 점이 가장 큰 영향을 미쳤다. 그 이유는 하늘에 있는 물체보다 지구가 비천하고 하등하기 때문에, 불활성이며 움직일 수 없다는 지구중심설의 사상적 근거가 타파되었기 때문이다. 그 영향은 "지구도 움직일 수 있으며 달보다 더 밝게 빛날 수 있고, 세계의 밑바닥에 버려진 더러운 쓰레기는 아니다"라고 10년 후에 말했던 갈릴레오 갈릴레이로부터 엿볼 수 있다.
이처럼 길버트의 자기철학은 독일의 케플러, 영국의 윌킨스와 훅으로 이어져 새로운 우주상을 형성하는 데 커다란 추진력이 되었다. 이는 코페르니쿠스적 사고관념과 근대적인 물리학적, 동역학적 우주론의 중간 역할을 했다.
이렇게 새롭고 참신한 가설을 내세움으로써, 과학사에서 중요한 전환점을 제공했다는 점에서 과학자로서 높은 평가를 받을 수 있지만, 길버트의 논증에는 한가지 근대적이지 못한 점이 있었다. 그가 형이상학을 전개하고 물활론에 집중해 있었다는 점만을 가리키는 것이 아니다. 근대 물리학의 법칙은 정량적 측정으로 뒷받침되고 수학적 언어로 표현되어야 하는데, 길버트에게는 그런 방향성과 시도조차 보이지 않는다. 실험을 실행하고 해석하는 그의 논리는 고대의 인물인 아리스토텔레스식이었다. 그의 자석에 대한 연구 목적이 자력의 법칙을 확정하는 것이 아닌 자석의 본성에 대한 것이었음과 《자석에 관하여》에서 단 하나의 측정치도 기록돼 있지 않다는 점에서 길버트의 이론은 전혀 수학적이지 못했음을 알 수 있다.
길버트가 과학의 틀을 잡아가며 진정한 과학자가 무엇인지 보여주기 전에는 주로 신비주의자들이 과학의 연구를 이어 갔다. 예를 들어 케플러나 티코등을 예로 들 수 있다. 물론 그 들은 천문학에 큰 기여를 한 것은 사실이다. 하지만, 단지 관찰과 기록으로 이미 있는 사실을 밝힌 것에 불구하다고 볼 수 있다. 또한, 과학보다는 신비주의 적인 것 예를 들어 육각형, 오각형, 사각형의 조화, 점성술 등 현재로 봤을 때는 비 과학적인 내용이 많이 포함되어 있었다. 하지만, 윌리엄 길버트는 그러한 신비주의적인 세계관에 빠지지 않고, 또한 그러한 신비주의 적인 생각들을 모두 자신만의 실험적 방법으로 반박하고 틀렸음을 밝혔다. 또한 그는 철저한 코페루니쿠스의 신봉자였는데, 코페루니쿠스 천문학에 대한 논의가 추후에 빛을 바라기까지 하였다. 길버트가 실험하는 방법을 써내려 가면 그 어느누구가 봐도 그 실험을 반복할 수 있을 정도였다. 이러한 실험 방법의 위력은 그가 한 말에서 찾아볼 수 있다.
기하학이 가장 고상하고 가장 어려운 증명을 위해 조금 미약하고 즉자적으로 이해된 토대들에서 때맞춰 솟아오르자, 그로부터 창조적 정신이 창공 위로 솟아올랐다. 우리의 자기 원리와 과학도 마찬가지인데, 순서별로 보면, 먼저 약간 드문 사건과 관련된 일정한 사실들을 설명해주고, 여기서부터 좀 더 예외적인 종류의 사실들로 나아가 마침내 지구에 있는 가장 비밀스럽고 내밀한 것들이 드러난다. 그리고 옛 사람들의 무관심으로 또는 현대인의 무관심으로 눈에 띄지 않았거나 주목받지 못했던 것이 그 원인이라는 것을 알 게 된다.:105

### 《자석에 관하여》

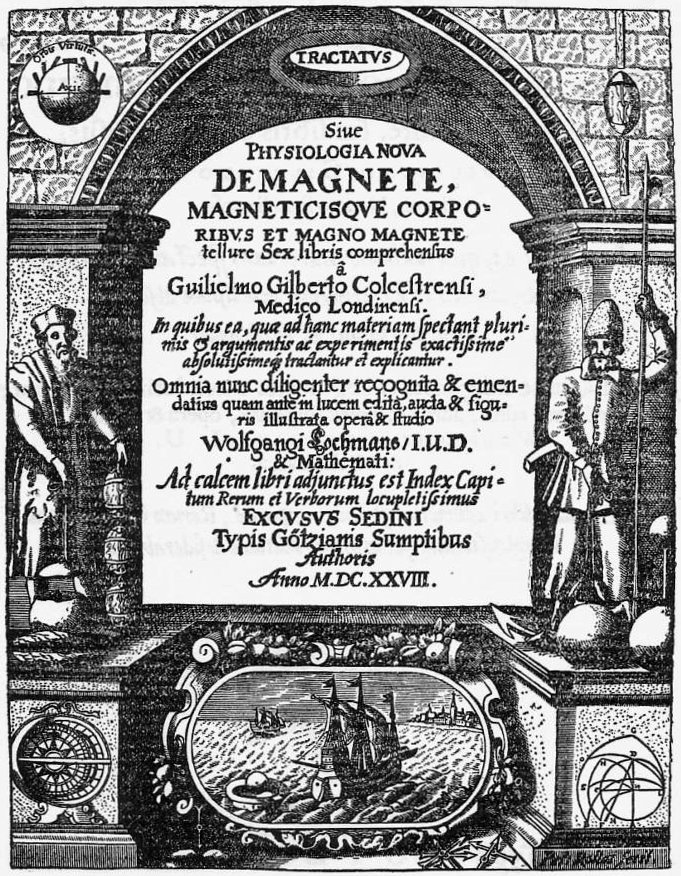
윌리엄 길버트의 저서 《자석에 관하여》 1628년판 표지

윌리엄 길버트의 대표적인 저서인 《자석에 관하여》(《자기에 대하여》)는 1600년 윌리엄 길버트와 그의 파트너인 애런 돌링(Aaron Dowling)과 함께 출판했다. 라틴어로 씌여진 이 책은 총 6권으로 구성되어 있으며, 각 권의 주제는 다음과 같다.
1. 자석에 관한 역사적 조사 및 지구가 자성체 라는 이론.
2. 자기와 전기의 차이 및 영구 기관의 불가능성.
3. 테렐라 모형 (Terrella)에 관한 실험들.
4. 편각(Declination) - (자북극의 위치에 관한 내용들).
5. 복각과 자기 경사계 (magnetic inclinometer)의 설계.
6. 별과 지구의 운동에 대한 자기적 이론 및 [분점]의 위치에 관해서.

#### 지자기

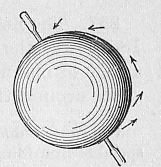
윌리엄 길버트의 테렐라 모형

길버트는 그의 대부분의 시간을 지구의 자기에 대한 연구에 쏟아 부었다. 나침반이 중국에서 발명되고, 널리 보급 되면서 나침반의 바늘이 북극을 가리키는 이유에 대한 많은 의견이 제시되어왔다. 그 당시의 사람들의 생각에는 나침반이 북극을 가리키는 이유가 북극성 혹은 북극 근처에 있는 매우 커다란 자석으로 이루어진 섬으로 인해서라고 생각했었다. 하지만 이러한 얘기들과 달리 윌리엄 길버트는 지구자체가 큰 자성체라고 설명하며, 그의 생각이 담긴 지구 모형을 '작은 지구'라는 의미에서 "테렐라"(Terrella)라고 이름 붙였다. 그는 그의 테렐라 모형에 대한 많은 실험들에 대해 기술해 놓았는데, 그 실험들의 결과 '지구는 하나의 거대한 자석이며, 이것이 나침반이 항상 북쪽을 가리키는 이유이다'라는 결론에 도달하게 된다. 이는 지금으로서도 옳은 주장이며, 그 당시로서도 지금까지의 생각들을 뒤엎는 주목할 만한 이론이었다.

#### 천문학
자석들 사이에 작용하는 힘들에 관한 연구를 하면서, 그는 달이 지구를 도는 일도 자석들 사이에서 작용하는 힘과 비슷한 이유에서 일 것이라고 생각했다. 이는 그 때까지 받아들여지던 고대의 아리스토텔레스의 우주 모형과 맞지 않는 입장이었다. 길버트의 생각을 알게 된 요하네스 케플러는 길버트의 생각을 기반으로 그의 유명한 업적인 케플러의 법칙을 만들어내게 된다.

#### 전기
길버트는 또한 《자석에 관하여》에서 호박에 의해 발생하는 정전기에 대해 연구하였다.
길버트는 그리스어로 호박을 뜻하는 단어인 "그리스어: ήλεκτρον 엘렉트론[*]"에서 전기를 "라틴어: electricus 엘렉트리쿠스[*]"라고 이름붙였다. 이 이름은 오늘날 유럽 언어에서 그대로 쓰이고 있다.

#### 태양중심설
《자석에 관하여》의 제3장에서 길버트는 당시 이단으로 취급받았던 태양중심설을 옹호하였다. 길버트는 아리스토텔레스와 같이 우주에 매우 커다란 크기의 천구가 존재하여 모든 별들이 지구를 중심으로 돈다고 하는 지구중심설은 매우 터무니 없는 주장이며, 오히려 작은 크기의 지구가 도는 태양중심설이 더 이치에 맞는 설명이라고 주장하였다.
길버트가 태양중심설의 신봉자가 된 계기는 자신의 자기에 대한 관심이 필연적이면서도 약간 추론적으로 천상(天上)에까지 이어졌다. 그 추론은 바로 행성들이 자기에 의해 태양을 중심으로 궤도를 유지하고 있다는 생각이었다.(이러한 생각은 후에 케플러에게 영향을 미쳤다. 케플러에게 미친 영향은 아래를 참조.) 이러한 길버트의 독창성은 태양중심설에 대한 논의에서 그 빛을 발했다. 회전하는 지구의 흔들림이라는 관점에서 분점의 세차를 얼마나 쉽게 설명할 수 있는지, 그리고 지구에 중심을 둔 수정 천구의 관점에서 그 현상을 설명하기가 얼머나 어려운지를 강조했다. 또한 길버트는 지구에서의 별들의 거리는 서로 다르고, 여러 행성들을 거느리고 있는 태양과 같은 천체들이 있을 수 있다고 주장하기도 했다.

#### 실험주의
《자석에 관하여》에서 눈여겨 봐야할 것은 그가 어떠한 업적을 이루었는지 보다 그가 어떻게 그러한 현상들을 발견했냐는 것이다. 중요한 점은 그가 과학적 방법들을 실례를 들면서 다른 사람들이 실험하기 편하게, 자신의 과학적 방법들을 서술해 나갔다는 것이다. 자신이 한 실험들을 대단히 구체적으로 서술해 나갔으며, 어느 누가 보더라도 자신의 힘으로 그 실험들은 재현할 수 있을 정도였다. 그는 그가 고안한 과학적 장치인 베소리움(라틴어: vesorium)이라고 불리었던 일종의 검전기를 이용해서 많은 전기에 관한 실험들을 했는데, 이 장치는 마치 오늘날의 풍향계와 같은 모습을 하고 있다. 베소리움에 대전된 물체를 가져갔을 때 바늘이 돌아가는 정도에 따라서 정전기에 관한 힘이 어떻게 작용하는지를 알아보는 실험장치였다. 이는 전기에 관한 체계적인 실험의 시초라고 할 수 있다.
이와 같이 길버트는 실험 과학의 중요성에 대해서 강조하면서, 《자석에 관하여》의 서문에서 다음과 같이 말하고 있다.
"비밀스런 것들의 발견에서, 그리고 숨겨진 원인들의 탐구에서 더 강력한 이유들은 철학적 사색가들의 그럴듯한 추론과 의견이 아닌 확실한 실험과 증명된 논증에서 나온다. "
또한 길버트는 이러한 접근법의 위력을 다음과 같이 구체적으로 설명하고 있다.
"기하학이 가장 고상하고 가장 어려운 증명을 위해 조금 미약하고 즉자적으로 이해된 토대들에서 때맞춰 솟아오르자, 그로부터 창조적 정신이 창공위로 솟아올랐다. 우리의 자기 원리와 과학도 마찬가지 인데, 순서별로 보면, 먼저 약간 드문 사건과 관련된 일정한 사실들을 설명해주고, 여기서부터 좀 더 예외적인 종류의 사실들로 나아가 마침내 지구에 있는 가장 비밀스럽고 내밀한 것들이 드러난다. 그리고 옛 사람들의 무관심으로 또는 현대인의 무관심으로 눈에 띄지 않았거나 주목받지 못했던 것이 그 원인이라는 것을 알게 된다."

## 다른 학자들에 대한 영향

### 갈릴레이
《자석에 관하여》는 갈릴레오 갈릴레이에게 많은 영향을 끼쳤다. 갈릴레이는 《자석에 관하여》 책에 있는 실험들을 실제로 실행하였고, 길버트를 실험적 과학자의 창시자라는 칭호를 사용하기도 하였다. 모틀레이(P.Fleury Mottelay)의 변역에서는 이런 말이 써있다.
"비밀스런 것들의 발견에서, 그리고 숨겨진 원인들의 탐구에서 더 강력한 이유들은 철학적 사색가들의 그럴듯한 추론과 의견이 아닌 확실한 실험과 증명된 논증에서 나온다."
길버트는 오로지 정확하고 반복적인 실험을 중요시 생각했으며, 고대의 철학적 접근법에 의존하지 않기 위해서 노력하였다. 갈릴레이는 이러한 접근으로 사람들로 하여금 무거운 돌이 가벼운 돌보다 더 빨리 떨어질 것이라는 것을 믿게 하였다. 이러한 점에서 앞으로의 갈릴레이의 업적이 빛을 바라기 시작한 것이다.
갈릴레이가 중요하게 여기는 연구 방법은 기존에 철학적 접근은 절대 아니었다. 반복되는 실험과 이성적인 판단으로 논리적인 결론을 유추하는 방법을 추구하였다. 예를 들어 무거운 돌과 가벼운 돌을 떨어뜨렸을 때, 무거운 돌이 가벼운 돌보다 먼저 떨어진다는 것을 그냥 믿게 하는 것이 철학적 접근이고, 실제로 무거운 돌과 가벼운 돌을 같은 높이에서 떨어 뜨려 먼저 떨어지는 것이 무엇인지 확인한다. 하지만, 길버트가 세운 업적이 갈릴레이에게 무슨 큰 도움을 준 것은 아니다. 단지 길버트가 실험하는 방법, 결론은 써내려 가는 방법 바로 이러한 점에서 길버트가 이뤄낸 발견이 갈릴레이에게 핵심적 기여를 했다고 볼 수 있다. 그는 《자석에 관하여》를 읽고 큰 감명을 받고 자신의 책에 윌리엄 길버트를 "최초의 과학자"라고 칭하기까지 하였다.

### 케플러
길버트가 중력의 근원을 자기로 보고 있던 중 가장 먼저 그와 뜻을 같이 한 즉, 중력을 자력으로 생각했던 인물이 바로 요하네스 케플러인데, 이와 관련해 신천문학을 집필중이던 1608년 11월 10일에 네덜란드의 천문학자 파브리키우스(Johannes Fabricius, 1587~1651)에게 보낸 편지에 다음과 같은 구절이 있다.
"지구가 회전하고 있다면, 연직(鉛直)으로 던져 올린 돌이 그 사이에 지구가 회전해버렸는데도 왜 같은 지점에 떨어지는 것일까, 이에 대한 답은 우리 눈에는 보이지 않는 무한한 자기(磁氣) 고리가 지구와 함께 회전하기 때문이다. 이 고리에 의해 돌이 지구의 한 부분과 연결돼 있는 것이다. 그 결과 돌은 최단 거리인 연직으로 지구를 향해 끌려오게 되는 것이다.":653
위의 편지의 구절에서는 단지 케플러의 간접적인 길버트의 중력을 자력으로 보는 생각에 대한 간접적인 동의가 드러날 뿐, 직접적인 동의는 드러나지 않았다. 하지만 케플러는 저서 《옹호》에 다음과 같이 증언한다.
"영국인 윌리엄 길버트가 자석을 연구하면서 ...(중략)... 코페르니쿠스를 옹호하려는 나의 논의에서 부족한 부분을 보충해주었다.":653
케플러가 이 《옹호》를 집필한 것은 1600년 10월부터 1601년 4월 사이로 추정된다. 이 시기는 바로 길버트의 《자석에 관하여》가 영국에서 출판된 직후였다. 케플러와 길버트 사이의 학문적인 접촉이 어떻게 이루어졌는지는 확실하지 않지만, 길버트에 대한 그의 반응은 대단히 신속했던 것 같다. 태양이 행성에 미치는 '운동령'이 존재한다고 말하면서도 구체적인 그 입증에 대해서 파악하지 못하고 있던 케플러에게, 길버트가 《자석에 관하여》에서 다룬 논의는 바로 그가 찾고 있던 해답을 제공하는 것처럼 여겨졌던 것이다. 또한 케플러가 1603년 1월 12일 한 지인에게 보낸 편지에서 케플러는 다음과 같은 내용을 적었다고 한다.
"나에게 날개가 있다면 영국으로 날아가 길버트와 이야기하고 싶습니다. 그의 기본법칙을 통해 행성의 운동을 증명할 수 있으리라 믿습니다.":654
케플러는 길버트의 자기학으로 태양중심설을 물리학적 또한 인과적인 증거로 뒷받침할 수 있지 않을까 생각했던 것이다. 여기서부터 케플러의 특이한 자기중력론이 시작한 것이다. 물론 티코 브라헤의 관측 데이터에 근거해 도출한 케플러 제 1법칙과 제 2법칙의 경우엔, 발견한 결과만 가지고 이야기 하고, 길버트의 자기중력론은 무시하고 있지만, 이 둘은 케플러에게는 서로 뗄 수 없을 만큼 긴밀히 연결된 것이다.

### 델라포르타
16세기, 길버트 이외에도 자석과 자력에 대해 폭넓게 실험적으로 연구한 사람이 또 있었는데, 그 인물이 바로 후기 르네상스의 잠바티스타 델라포르타(Giambattista Della Porta, 1535-1615 추정)였다. 이탈리아 나폴리의 귀족 가문에서 태어난 델라포르타는 프톨레마이오스의 《알마게스트를 라틴어로 번역하고, 1593년에는 《굴절광학에 대하여》De Refractione Optics를 썼으며 극작가로서도 33편의 희극 및 비극을 남겼다.
하지만 이런 업적들 중에서도 가장 눈여겨 보아야 할 것은 델라포르타의 주요 저서인 《자연마술》이다.총 20권으로 이루어져 있는 자연마술의 증보개정판은 1589년 출판되었으며 라틴어, 이탈리아어, 프랑스어 등 각국의 언어로 번역되어 16~17 세기 사이 유럽전역에 걸쳐 많이 읽히게 된 책이다.'자연마술'이라는 책의 제목과 달리, 이 책은 전체적으로 비교적(秘敎的)인 마술의 주요 사항만을 논한 책이 아니다. 그렇다고 본격적인 자연학 책이라고 할 수도 없고, 오히려 플리니우스의 [박물지]에 가까운 책이다. 다양하고 희귀한 이야기나 도움이 되는 이야기를 채록해 무질서하게 나열한 것이다.
20권의 책들 중 길버트와 관련해서 보아야 할 것은 자연마술 제 7권 '자석의 불가사의함에 대하여'(De miraculis magnetis) 라는 표제대로 자석과 자력에 대한 책이다. 그는 이 책에서 철에 대한 자석의 인력뿐만 아니라 자화 능력도 원격작용에 있다는 것을 암시하고, 그 힘이 거리와 함께 감소한다는 사실을 지적했다. 이처럼 르네상스의 마술 사상은 델라포르타에 의해 근대 자연과학을 향한 힘찬 발걸음을 내딛게 된다.
시기적으로 윌리엄 길버트의 《자석에 관하여》보다 델라 포르타의 《자연마술》이 더 앞섰음에도 불구하고, 자기와 자석에 관한 업적 속에서 델라 포르타는 잊혀진 반면 윌리엄 길버트는 많은 명성을 남기고 있다. 하지만 이는 델라 포르타의 업적이 과소평가된면이 존재한다. 예를 들어, 현대의 많은 역사가 들이 자석에 열을 가하면 자력이 상실된다는 사실을 발견한 공로를 길버트에게 돌리고 있지만, 델라 포르타 또한 그와 같은 실험을 했었다. 그는 열이 나는 자석을 '철의 오일' 즉 '화성의 크로커스(Crocus Martis)'에 담그면 자력이 강화된다는 파라켈수스의 주장이 잘못된 것일 뿐 아니라, 오히려 그것에 의해 자력이 파괴된다는 것을 실험적으로 최초로 증명해 보였다. 이 외에도 많은 자석과 자력에 관한 실험들을 행하였지만, 르네상스의 마술 사상을 가지고 있었다는 이유로 그것들 또한 대부분 공로가 길버트 혹은 다른 과학자들에게 돌아갔다.
길버트는 델라포르타의 자석 연구를 다음과 같이 평했다.
아주 최근 결코 범속하지 않은 철학자 델라포르타가 《자연마술》 제7권에 자석에 대한 기이한 현상을 모두 모아놓았다. 하지만 그는 자석의 운동에 대해서는 거의 알지 못했고 그와 같은 것을 본 적도 없었다. 베니스의 성직자인 베드로 사도에게서 배웠거나 자기 자신의 관찰을 토대로 쓴 자석의 힘에 대한 글들은, 몇몇을 제외하면 그다지 정확하지도 주의 깊지도 않다. 이 책은 잘못된 실험 투성이이다. 그러나 내가 그를 평가하는 것은 그토록 대단한 주제를 직접 다루려고 했다는 것이며, 더욱 상세히 조사해볼 만한 계기를 마련했다는 점이다.

이처럼 길버트는 델라포르타의 《자연마술》을 과소평가했다. 하지만, 길버트의 책에서 델라포르타는 아리스토텔레스 다음으로 많이 등장하는 이름이다. 이를 통해 보았을 때, 델라포르타가 길버트를 포함한 자석과 자기에 관한 과학의 발전에 기여했다는 것은 분명한 사실이다.

### 비르켈란과 지자기 모형의 발전

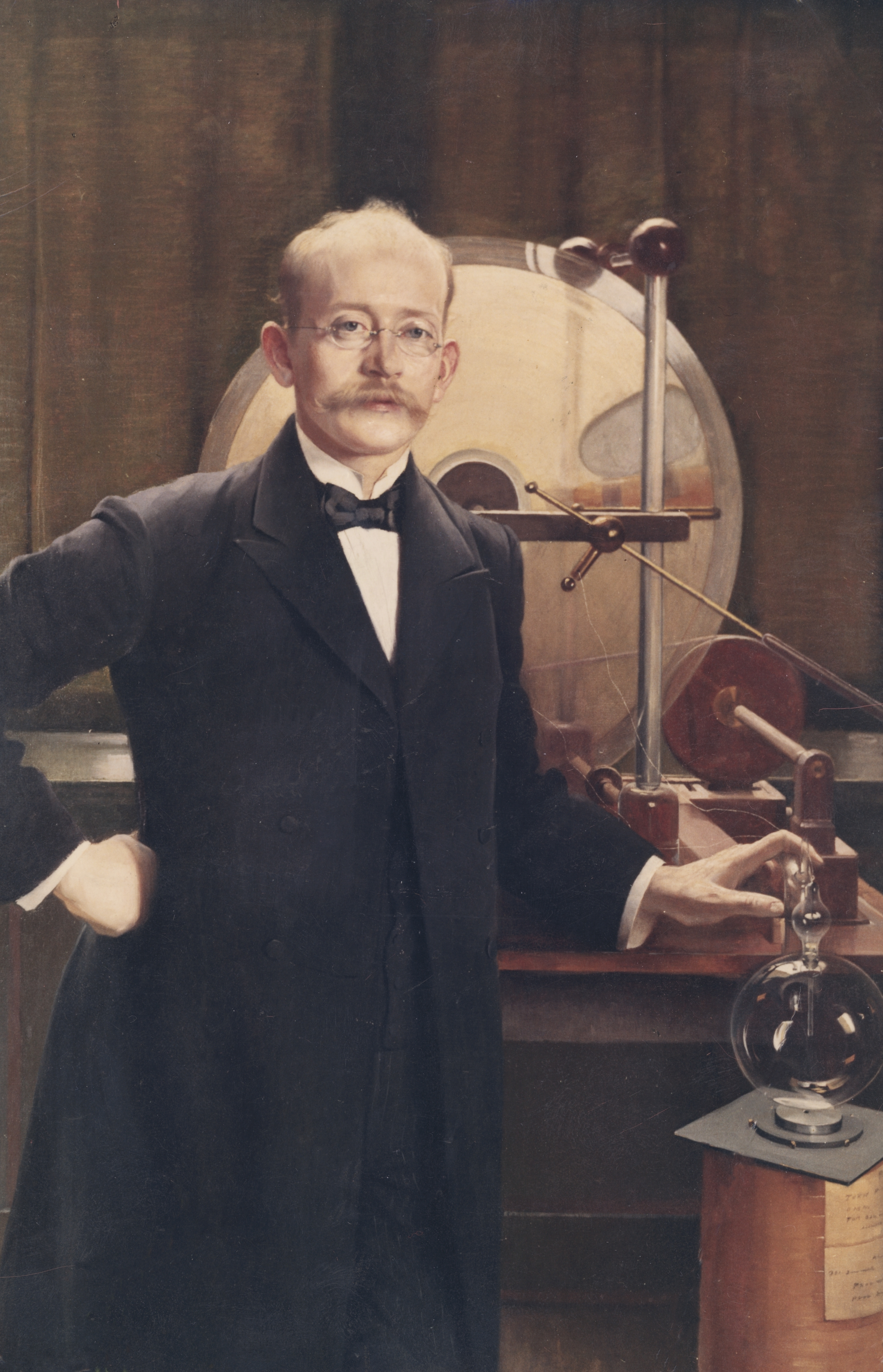
노르웨이 과학자 크리스티안 비르켈란

길버트 사후 약 300년 뒤, 노르웨이의 과학자인 크리스티안 비르켈란(노르웨이어: Kristian Birkeland)은 테렐라 모형을 더 발전시켰다. 크리스티안 비르켈란(노르웨이어: Kristian Birkeland)은 1895년 경에 오로라를 설명하려 하였다. 그는 이 현상을 설명하기 위해서, 테렐라 모형을 더욱 발전시키게 되는데, 그의 모형을 시뮬레이션 하기 위해서 구형 자석을 사용한다. 그는 오로라가 생기는 이유가 지구의 자기장과 상호 작용하는 입자들 때문이라고 생각하여 이를 축소한 모형을 통해 실험으로 옮기게 된다. 진공탱크 속에 구형 자석을 넣어놓고, 그 구형 자석에 음극선을 쏘았을 때 테렐라의 극 주위에서 오로라처럼 불빛이 반짝이는 현상을 관측하게 된다. 그리고 여러 가지 요인들(탱크 속의 잔류 가스, 입자들의 경로)을 고려하여 그 현상을 자세히 분석한다. 하지만 왜 실제 오로라가 북극 가까운 곳에서는 나타나지 않는지 그는 알지 못했다.

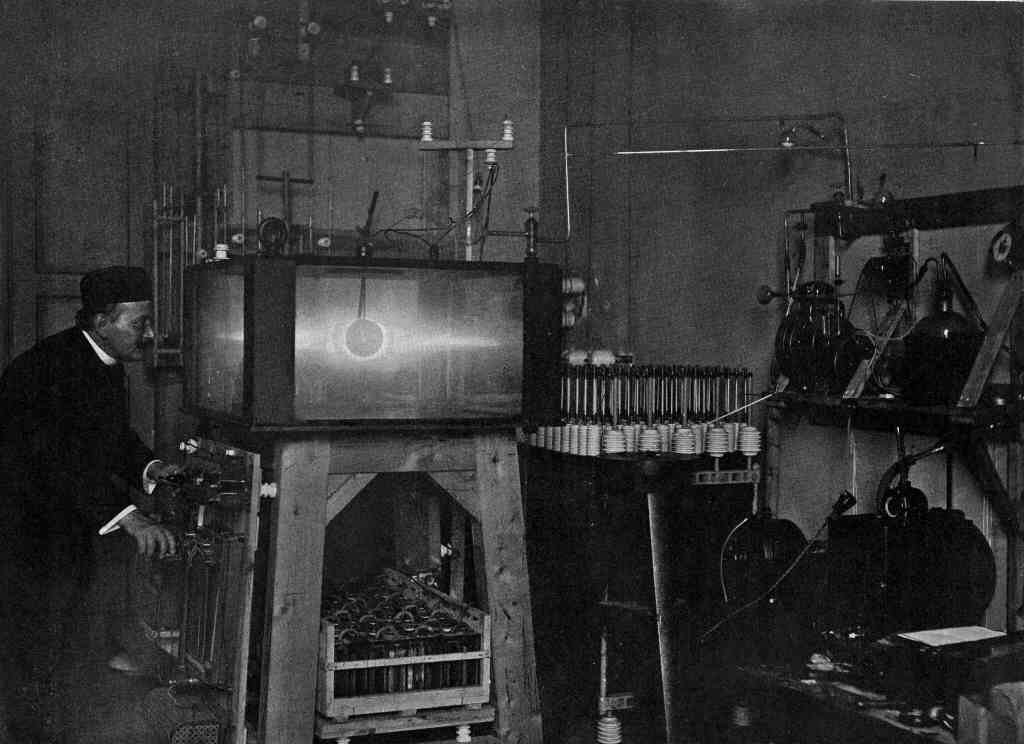
오로라에 관한 그의 이론을 테렐라 모형을 통해 실험하는 비르켈란

테렐라는 지구의 자기권에 해당한다. 비르켈란은 구형 자석에 쏜 음극선에 해당하는 것이 태양에서 오는 전자라고 생각했고, 이는 태양의 흑점의 활동과 관련 된 것이라고 생각했다.
그 이후에도 테렐라 모형에 관한 많은 실험들이 많은 과학자들을 통해 이루어졌다. 하지만 위와같이 구형 자석을 이용한 실험으로는 실제 지구에 작용하는 여러 가지 변수들을 실제 단위와 똑같이 재현하고 제어하기 어렵기 때문에, 요즘에는 컴퓨터 시뮬레이션을 통해서 실험을 한다.